# Víkonos
Víkonos (Rhinopoma) je rod letouna, jediný žijící rod z čeledi víkonosovití (Rhinopomatidae).

## Systematika
Rod Rhinopoma popsal francouzský přírodovědec Étienne Geoffroy Saint-Hilaire roku 1818, zatímco popis čeledi Rhinopomatidae pochází od Charlese Luciena Bonaparteho z roku 1838. Moderní systematika letounů, neuznávající původní taxon netopýři (Microchiroptera), považuje víkonosovité za součást podřádu kaloňotvaří (Yinpterochiroptera) a nadčeledi vrápencovci (Rhinolophoidea).
Rod Rhinopoma zahrnuje celkem 6 druhů:
- druh Rhinopoma cystops Thomas, 1903
- druh Rhinopoma hadramauticum Benda, Reiter, Al-Jumaily, Nasher & Hulva, 2009
- druh Rhinopoma hardwickii Gray, 1831 – víkonos egyptský
- druh Rhinopoma macinnesi Hayman, 1937
- druh Rhinopoma microphyllum (Brünnich, 1782) – víkonos asijský
- druh Rhinopoma muscatellum Thomas, 1903 – víkonos arabský

Víkonosovití nemají dostatečné zastoupení ve fosilním záznamu. Molekulárně-fylogenetické analýzy odhadují jejich divergenci na asi 41 milionů let.

## Popis
Víkonos asijský (Rhinopoma microphyllum) dosahuje velikosti asi 7 až 8,5 cm, s 4,8 až 6,2 cm dlouhým ocasem a celková hmotnost činí 6 až 14 g. Stavbou těla představují víkonosovití poměrně malé letouny, kteří se vyznačují štíhlými prsty, krátkými křídly a dlouhým, zcela volným ocasem, jenž je na povrchu olysalý. Ušní boltce jsou výrazné, s krátkým, leč dobře vyvinutým víčkem neboli tragem. Z čenichu vyrůstá jednoduchý „nosní lístek“.
Z hlediska kosterních charakteristik patří víkonosovití mezi primitivní čeledi letounů. Druhý prst přední končetiny si netradičně zachovává dva dobře vyvinuté články, spojení pažní kosti a lopatky je rovněž primitivní a na lebce např. nefúzují mezičelistní kosti. Celkový zubní vzorec činí 1.1.1.32.1.2.3 = 28 zubů, chrup je přizpůsoben hmyzožravé stravě.

## Ekologie

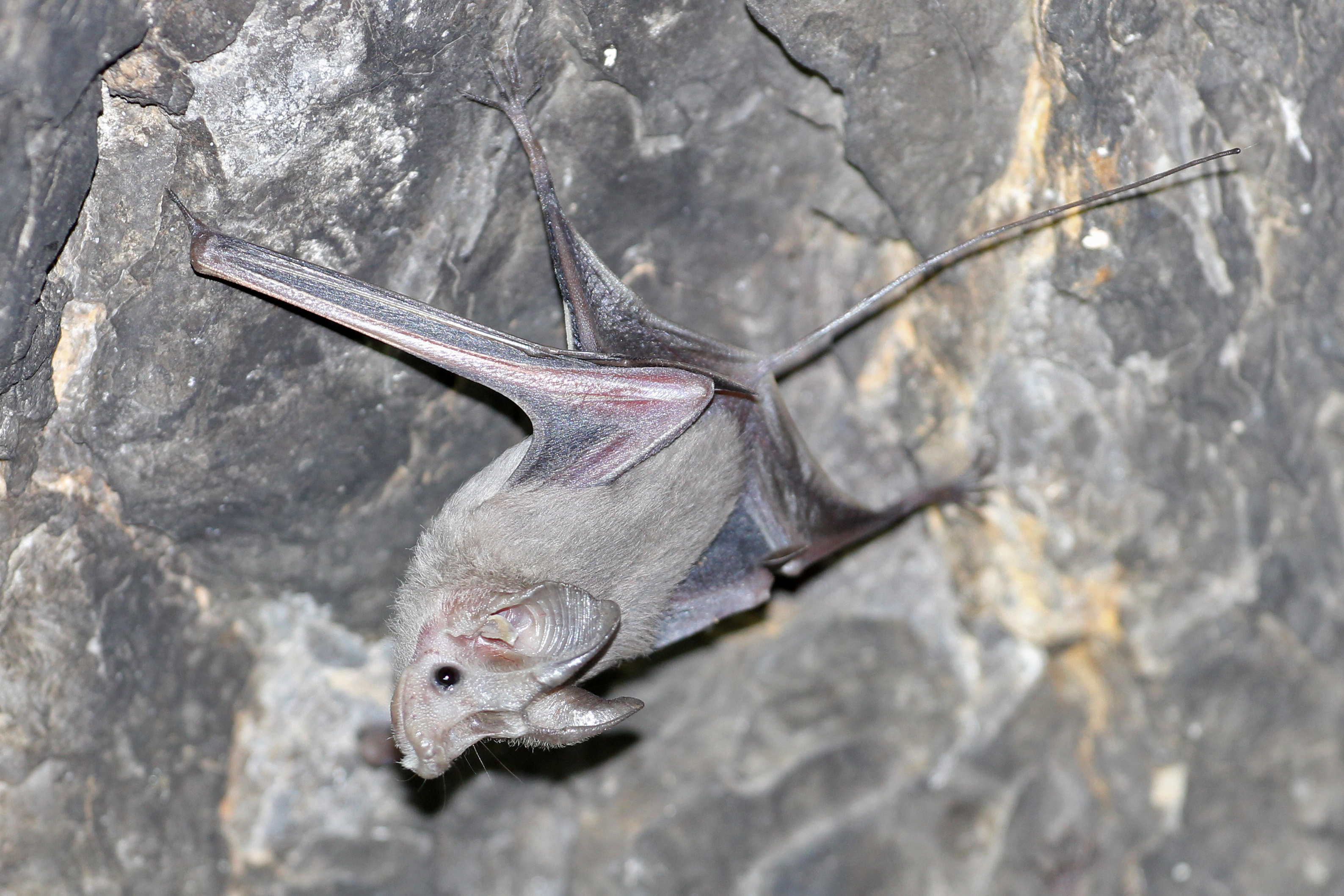
Víkonos arabský

Víkonosovití se vyskytují od Sahary a Blízkého východu až po Indický subkontinent, poloostrov Zadní Indie a ostrov Sumatra v Malajském souostroví. Jde především o pouštní specialisty, ačkoli některé druhy žijí i ve vlhkých lesnatých regionech. Díky životu v extrémních podmínkách se jim vyvinulo několik pozoruhodných adaptací. Například ledviny jsou přizpůsobeny produkci vysoce koncentrované moči, jež je až pětkrát více zahuštěná ve srovnání s močí lidskou. Štěrbinovité nozdry jsou uzavíratelné, aby se do nich nedostal písek. Chladné zimní měsíce pak mohou tito netopýři přečkat ve stavu torporu, kdy jsou odkázáni na zásoby tělesného tuku. Jeho metabolizace jim zároveň pokrývá spotřebu vody až po dobu několika týdnů. Životní cykly víkonosů určuje výrazná vnitrosezónní změna potravní nabídky; koncem léta se začínají prakticky výhradně krmit na létajících dospělcích mravenců a termitů, což jim umožňuje rychle nabrat tukové zásoby. Během srpna a září se tělesná hmotnost těchto netopýrů může i zdvojnásobit.
Víkonosovití jsou noční živočichové, již s příchodem tmy opouštějí svá hřadoviště a pátrají po létajícím hmyzu. V prostoru se orientují pomocí echolokace, echolokační pulzy jsou přičemž vysílány prostřednictvím nosních dírek. Let je rychlý, dílem třepotavý, dílem klouzavý. Žijí v koloniích o několika stovkách jedinců. Rozmnožovací systém je polygamní, období rozmnožování závisí na stanovišti. Březost trvá asi 120 dní a samice rodí jediné mládě, které dalších 6 týdnů kojí.
Víkonos Rhinopoma hadramauticum je pokládán za ohrožený druh, protože je známa pouze jedna jeho kolonie, žijící na jihovýchodě Jemenu.